# 전국소방안전공무원노동조합
전국소방안전공무원노동조합은 한국노총 소속 소방공무원 노동조합이다. 
현재 국회, 경사노위, 소방청을 통한 실질적 소방복지를 개선할 수 있는 노조
1. 소방노조
2. 소방공무원 노동조합
3. 소방공무원노조

2021년 7월 6일 출범하였다. 초대 위원장은 홍순탁

## 1. 활동
- 2021. 4. 12.	전국소방공무원노조 준비위원회 간담회
- 2021. 4. 26.	전국소방공무원노조 준비위원회 출범 기자회견
- 2021. 5. 21.	소방노조와 행안위 소속 국회의원 간담회
- 2021. 6. 3.	전국소방안전공무원노동조합 설립총회 개최
- 2021. 6. 16.	소방안전노조 전남본부 설립총회 및 출범식
- 2021. 6. 17.	한국노총 공무원 조직-더불어민주당 노동존중실천국회의원단 정책간담회 개최
- 2021. 6. 21.	대구본부 설립총회 및 출범식
- 2021. 6. 22.	경북본부 설립총회 및 출범식
- 2021. 6. 28.	경북본부 안동지부 설칩총회 및 출범식
- 2021. 6. 30.	소방청본부 설립총회 및 출범식
- 2021. 7. 2.	충북본부 설립총회 및 출범식
- 2021. 7. 6.	전국소방안전공무원노동조합 출범 국회 기자회견[2]
- 2021. 7. 9.	경북본부 울진지부 설립총회 출범식 개최
- 2021. 7. 20.	충북본부 충북도지사 접견
- 2021. 7. 28.	소방청장과 소방노동조합 간 간담회 참석
- 2021. 7. 29.	전국소방안전공무원노동조합 경제사회노동위원회와 간담회 참석
- 2021. 7. 30.	더불어민주당 정세균 후보 간담회
- 2021. 8. 4.	강원본부 설립총회
- 2021. 8. 9.	더불어민주당 이낙연 후보 정담회
- 2021. 8. 10.	공무원연맹 소방노조 워크숍
- 2021. 8. 19.	경기본부 설립총회
- 2021. 8. 19.	경북본부 예천지부 설립총회와 출범식 개최
- 2021. 8. 25.	정책안건 공모
- 2021. 9. 2.	강원본부 출범식
- 2021. 9. 7.	경기본부 출범식
- 2021. 9. 8.	경북본부 영주지부 설립총회와 출범식 개최
- 2021. 9. 9.	한국노총 공무원연맹 전국소방안전노조-더불어민주당 노동존중실천단 간담회
- 2021. 9. 14.	한국노총 공무원연맹 전국소방안전노조 서울시 정무부지사 간담회
- 2021. 9. 28.	소방청 간담회
- 2021. 10. 6.	경기본부 조직확대 사업
- 2021. 10. 7.	이재명 캠프 간담회
- 2021. 10. 15. 소방공무원노조 2차 워크숍
- 2021. 10. 29. 강원본부 삼척지부 출범식
- 2021. 11. 2. 운영위원회의 회의
- 2021. 11. 5. 강원본부 속초지부 출범식
- 2021. 11. 8.	심신수련원 건립 국회사업
- 2021. 11. 9.	충북 초과근무수당 미지급금 지급 협의

- 2021. 11. 15.	대구본부 사무실 개소식

- 2021. 11. 15.~16.	공무원연맹 중집위원회 회의
- 2021. 11. 17.	소방청 정책협의회
- 2021. 11. 17.	인사혁신처 노사협력팀 면담
- 2021. 11. 18.	강원본부 동해지부 출범식
- 2021. 11. 24.	경기본부 부천지부 출범식
- 2021. 11. 30.	사람과 산재 노무법인과 업무혁약 체결
- 2021. 11. 30.	소방심신수련원 건립 추진 국회사업
- 2021. 12. 1.	전남본부 순천드론교육원 업무협약식
- 2021. 12. 1.~3.	공무원연맹 대대 및 대의원 워크숍
- 2021. 12. 6.	강원본부 원주지부 출범식
- 2021. 12. 9.	다문화종합복지센터 협약 체결식
- 2021. 12. 12.	제2차 운영위원회의
- 2021. 12. 14.	오영환, 송기헌, 허영 의원 감사패 전달
- 2021. 12. 14.	소방방재신문 기자간담회
- 2021. 12. 14.	한국노총 공무원연맹 노동기본권 강화 등 결의대회
- 2021. 12. 14.	공상추정제도 도입 촉구 소방공무원 서명부 취합(13,279건)
- 2021. 12. 21.	소방노조 경기본부 기자회견
- 2021. 12. 23.	소방청 간담회
- 2021. 12. 28.	충북소방노조 충북도의원 4명에게 감사패 전달
- 2021. 12. 29.	공상추정법 도입을 위한 공무원재새보상법 개정 촉구 기자회견
- 2021. 12. 29.	더불어민주당에 공상 추정제도 도입 촉구 소방공무원 서명부 13,279건 전달
- 2021. 12. 29.	제주소방본부 조직확대사업
- 2022. 1. 3.	전남소방학교 홍보사업
- 2022. 1. 3.	전남소방본부장 차담회
- 2022. 1. 7.	경기 평택 순직소방관 조문
- 2022. 1. 9.	제3차 운영위원회의
- 2022. 1. 11.	충북소방본부 조직확대 사업
- 2022. 1. 18.	공상추정제도 도입을 위한 공무원재해보상법(안) 협의 국회사업
- 2022. 1. 21.	충북소방본부장 간담회
- 2022. 1. 22.	충북본부 21년 하반기 회계감사 및 업무보고
- 2021. 1. 24.	경기소방노조, 당비휴 근무 방식 요구를 위한 경기도 소방본부장과 간담회
- 2022. 1. 24.	소방청 상생 소통 간담회
- 2022. 1. 25.	민형배 국회의원 고문위촉 국회사업
- 2022. 1. 27.	중앙사고 합동조사단 원인조사
- 2022. 2. 9.	2022 공무원 근로시간 면제제도 관련 워크숍
- 2022. 2. 14.	더불어민주당 대한민국대전환선대위와의 정책간담회
- 2022. 2. 14.	제75차 중앙집행위원회(공무원연맹)
- 2022. 2. 15. 서울소방 조직확대사업
- 2022. 2. 18. 이광재 의원 고문 위촉식
- 2022. 2. 23. 경기 평택물류창고 화재 순직 소방관 3명 49재 추모식 진행
- 2022. 3. 7. 한국노총 조기두 조직처장 면담
- 2022. 3. 11. 제1차 소방청 정책협의회
- 2022. 3. 15. 조용익 변호사 경기본부 고문 위촉
- 2022. 3. 15. 이광일 도의원 전남본부 고문 위촉
- 2022. 3. 17. 인사혁신처 간담회 (코로나 수당 관련)
- 2022. 3. 24. 신동근 의원 고문위촉식
- 2022. 3. 30. 2022년 제1차 정기 전국대의원대회
- 2022. 3. 30.~4.1 소방공무원노조간부리더십 교육 실시
- 2022. 4. 6. 부산본부 설립총회
- 2022. 4. 6. 충북본부 충북소방본부장 면담
- 2022. 4. 8.	소방청 간담회
- 2022. 4. 13.	충북본부 조직확대사업
- 2022. 4. 13.	소방노조-법무법인 대륙아주 간 업무협약 체결
- 2022. 4. 13.	서울지역 조직확대사업(강남소방서)
- 2022. 4. 15.	한국노총-윤석열 당선인 면담
- 2022. 4. 18.	경기본부 김포지부 출범식

## 2. 정책방향
- 당비휴 근무체계
- 일과표 개선
- 직할구급대 구급차 확대 및 구급대장 직제신설
- 자동화재속보설비 오인출동 개선
- 자동화재속보설비 장기적 폐지
- 미지급 휴게시간 수당 지급 요구
- 공무원재해보상법 개정(공상추정제도 도입)
- 소방 심신수련원 건립[3]

## 3. 보도자료
2021. 4. 26. [참여와혁신] 소방공무원노조 출범 본격화
2021. 4. 26. [news1] 소방노조 준비위원회 출범 기자회견 참석한 김동명 한국노총 위원장
1. ↑  “[홍순탁 소방안전공무원노조 위원장] “소방공무원·경찰이 함께하는 노조 만들 것””. 2021년 6월 7일. 2021년 11월 14일에 확인함.
2. ↑  이한결. ““소방공무원, 노조가 지킨다” 한국노총 소방노조 출범”. 2021년 11월 14일에 확인함.
3. ↑  박종일. “홍순탁 소방노조 위원장, 허영 국회의원 면담 소방심신수련원 건립 등 논의”. 2021년 11월 14일에 확인함.
4. ↑  “소방공무원노조 출범 본격화”. 2021년 4월 26일. 2021년 11월 14일에 확인함.
5. ↑  기자, 이재명. “소방노조 준비위원회 출범 기자회견 참석한 김동명 한국노총 위원장”. 2021년 11월 14일에 확인함.